# Le Thillay
 Le Thillay  es una población y comuna francesa, en la región de Isla de Francia, departamento de Valle del Oise, en el distrito de Sarcelles y cantón de Gonesse.

## Demografía
| 2186 | 2836 | 2762 | 2804 | 3419 | 3665 |
| Para los censos de 1962 a 1999 la población legal corresponde a la población sin duplicidades (Fuente: INSEE [Consultar]) |      |      |      |      |      |